# Акт про Унію Великої Британії та Ірландії
| |  |  |
| Ліворуч: прапор «Union Jack» до унії. Праворуч: прапор після об'єднання з ірландським прапором святого Патрика |  |  |

Акт про Унію Великої Британії та Ірландії 1800 року (англ. Acts of Union 1800, іноді англ. Act of Union 1801) — документ, паралельно прийнятий Парламентом Великої Британії та Парламентом Ірландії, який закріпив союз Королівства Великої Британії і Ірландського королівства (до цього королівства перебували у персональній унії) та утворив Сполучене Королівство Великої Британії та Ірландії. Акт вступив в дію 1 січня 1801 року, а об'єднаний Парламент Сполученого Королівства зібрався на перше засідання 22 січня 1801 року.
Ірландський парламент отримав значну незалежність за Конституцією 1782 року, після того, як протягом багатьох століть був підпорядкований Англії, а згодом — Великій Британії. Союз з Англією сприймався ірландцями негативно, і в 1799 році цю пропозицію вже було відхилено, однак кампанія на її підтримку, розпочата британським урядом, а також ірландське повстання 1798 року розчистили шлях для затвердження Акту у 1800 році. Його остаточне прийняття Парламентом Ірландії пройшло успішно, оскільки він був схвалений простою більшістю голосів парламентаріїв, які отримали від британського уряду пропозиції перства, британської землі та інших пільг. Однією з привабливих сторін Унії для католицької більшості в Ірландії, було обіцяне скасування кримінального законодавства, що мало дискримінаційний характер щодо них, і надання громадянської емансипації. Відповідно до положень Акту про Унію, Ірландія мала бути представлена у парламенті 100 парламентаріями, також мала бути проведена емансипація католиків. Ця норма була скасована за правління Георга III, який стверджував, що в інтересах країни пішов проти своєї обіцянки, зробленої в ході церемонії коронації, щоб захистити англіканську церкву. Участь католиків у британському парламенті було відновлено лише у 1829 році, завдяки зусиллям Денієла О'Коннела.
Новий прапор Сполученого королівства, відомий як «Union Jack», поєднує в собі георгіївський хрест для Англії, Андріївський хрест для Шотландії та прапор Святого Патрика для Ірландії. Після здобуття незалежності Ірландією у 1922 році прапор не змінився і до цього дня є прапором Сполученого Королівства, оскільки північна частина острова залишилася в складі Великої Британії.